# Guillermo Molina
Guillermo Molina Ríos (Ceuta, 1984. március 16. –) világbajnok (2001), világbajnoki ezüst (2009) és bronzérmes (2007), emellett Európa-bajnoki bronzérmes (2006) spanyol válogatott vízilabdázó, a Pro Recco bekkje.